# 2146 Stentor
2146 Stentor је Јупитеров тројански астероид са средњом удаљеношћу од Сунца која износи 5,194 астрономских јединица (АЈ).
Апсолутна магнитуда астероида је 10,8.